# 堤邦彦 (国文学者)
堤 邦彦（つつみ くにひこ、1953年 - ）は、日本の国文学者。京都精華大学人文学部教授。
説話・伝承学会委員。主に近世文学の怪談の研究を行っている。

## 経歴・人物
東京生まれ。1975年慶應義塾大学文学部卒業。1979年同大学院修士課程修了。1983年博士課程満期退学。
京都精華大学の教員となった後、1995年に「近世仏教説話の研究：唱導と文芸」により、慶應義塾大学から博士（文学）の学位を取得。
2015年から怪談朗読団体「百物語の館」の元締めとして古典怪談を読む会を主宰する。

## 著書

### 単著
- 『近世仏教説話の研究 唱導と文芸』（翰林書房） 1996
- 『近世説話と禅僧』（和泉書院） 1999
- 『江戸の怪異譚：地下水脈の系譜』（ぺりかん社） 2004
- 『女人蛇体 偏愛の江戸怪談史』（角川学芸出版、角川叢書） 2006
- 『現代語で読む「江戸怪談」傑作選』（祥伝社新書） 2008
- 『江戸の高僧伝説』（三弥井書店） 2008
- 『絵伝と縁起の近世僧坊文芸 聖なる俗伝』（森話社） 2017

### 共編著
- 『近世民間異聞怪談集成』（杉本好伸との共編著、国書刊行会、江戸怪異綺想文芸大系5） 2003
- 『寺社縁起の文化学』（徳田和夫共編著、森話社） 2005
- 『番町皿屋敷』（四代目旭堂南陵共編著、国書刊行会、よみがえる講談の世界） 2006
- 『遊楽と信仰の文化学』（徳田和夫共編著、森話社） 2010
- 『異界百夜語り』（橋本章彦共編著、三弥井書店） 2014
- 『俗化する宗教表象と明治時代 縁起・絵伝・怪異』（鈴木堅弘共編、三弥井書店） 2018